# Desastre Ferroviario de Custóias
El Desastre Ferroviário de Custóias, igualmente conocido como Desastre de Custóias, fue un accidente ferroviario ocurrido el 26 de julio de 1964, en la Línea de Porto a Póvoa y Famalicão, en Portugal, que resultó en noventa muertos y cinto cinco heridos.

## Características

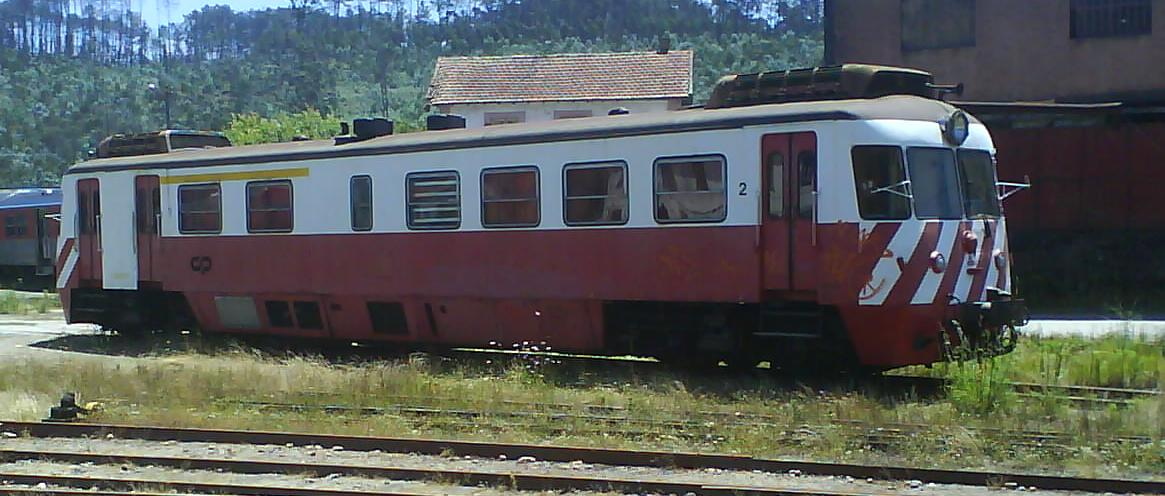
Una automotor de la CP Serie 9300, aparcada en la Estación de Sernada do Vouga.

### El accidente
En la noche del 26 de julio de 1964, un comboi, compuesto por el automotor 9309 y por un remolque, estaba viajando de Póvoa de Varzim a Oporto, en la Línea de Porto a Póvoa y Famalicão, con un gran número de pasajeros, que regresaban de un fin de semana en la playa. Durante el recorrido, a unos nueve kilómetros de distancia a Porto, el remolque se soltó y descarriló, chocando contra el pilar de un puente, e incendiándose enseguida. El comboi se encontraba circulando a una velocidad de 80 kilómetros por hora. El remolque estaba completo, con los 68 asientos ocupados, y los restantes pasajeros viajaban a pie.
Fue, hasta la fecha, el peor accidente ferroviario en Portugal, al provocar el fallecimiento de noventa personas, y sido heridas otras 105, y suponiendo la hospitalización de 74.
En el lugar, estuvieron los Bomberos Voluntarios de Leixões.

### Investigación
Posteriormente al suceso, fue organizada una comisión de tres ingenieros de la Compañía de los Ferrocarriles Portugueses, auxiliados por tres técnicos de la Dirección general de Transportes Terrestres, para realizar una investigación, y depurar las responsabilidades. El informe producido por la comisión fue entregado a la Dirección General, y presentado al Ministerio de las Comunicaciones, siendo, a su vez, revisado por otra comisión de la Dirección general.
Se descubrió que el remolque circulaba con exceso de peso, ya que su capacidad máxima era de 100 pasajeros, aunque viajaban en su interior, en el momento del accidente, cerca de trescientas personas; este factor, aliado a un posible exceso de velocidad, provocó la rotura de los enganches entre el remolque y el automotor, y el consecuente descarrilamiento del remolque. El maquinista negó que su velocidad fuese superior a 50 kilómetros, aunque algunos pasajeros y el revisor afirmasen que el comboi circulaba con exceso de velocidad.